# ويلسون هومر إلكنز
ويلسون هومر إلكنز (بالإنجليزية: Wilson Homer Elkins)‏ هو لاعب كرة قدم أمريكية أمريكي، ولد في 9 يوليو 1909 في ميدينا في الولايات المتحدة، وتوفي في 17 مارس 1994 في بالتيمور في الولايات المتحدة.